# Pont de Sanaüja
El Pont de Sanaüja és una obra del municipi de Sanaüja (Segarra) inclosa en l'Inventari del Patrimoni Arquitectònic de Catalunya.

## Descripció

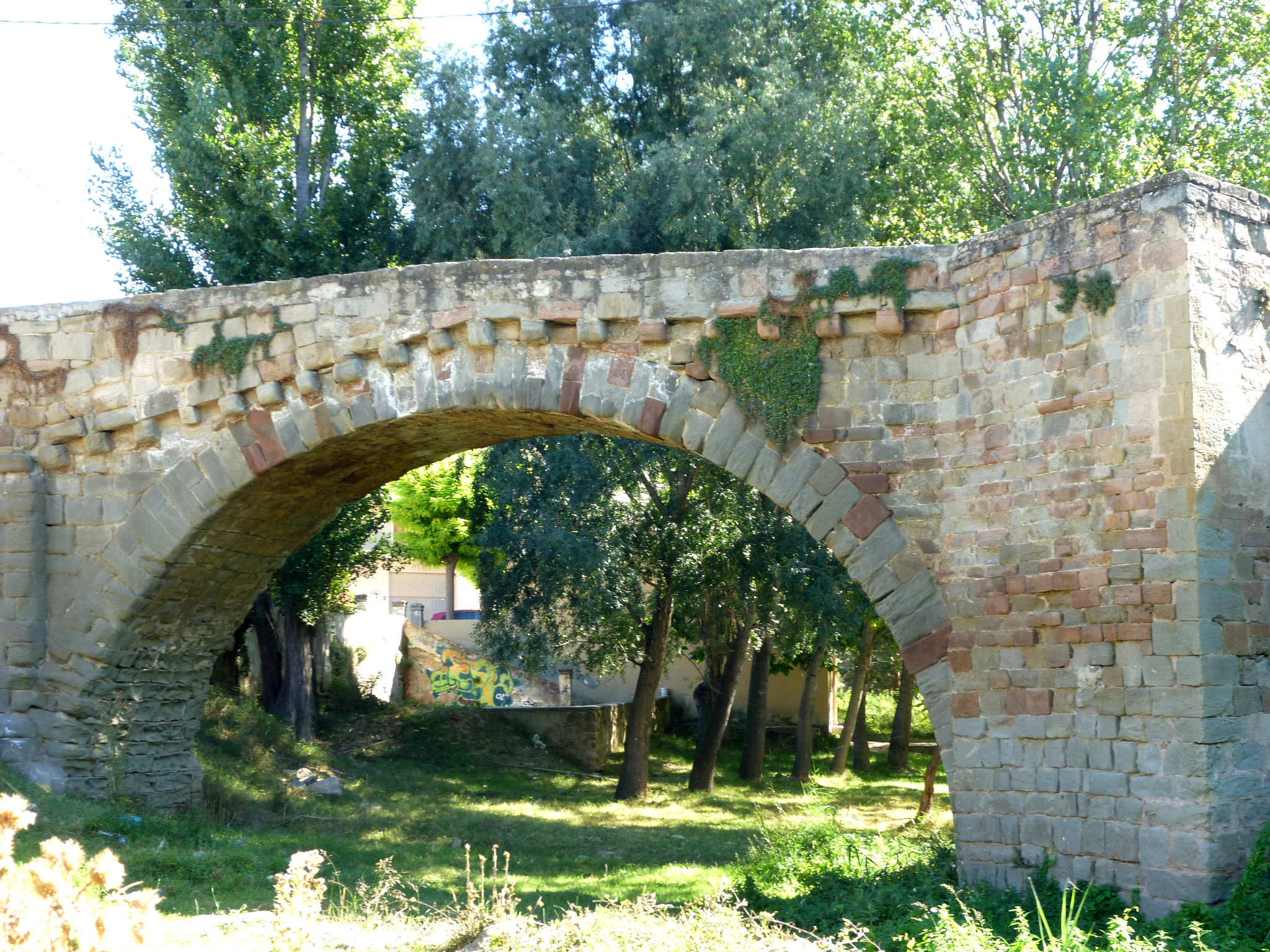
Detall d'una arcada

Es tracta del pont que dona accés a l'interior del municipi, a través de la Riera de Sanaüja, format per un doble arc i una petita arcuació a l'extrem de la dreta, per on passa una séquia de derivació, que actualment recull l'aigua de desguàs dels safaretjos. Està realitzat amb carreus regulars de petites i mitjanes dimensions disposats a filades. Els arcs són de mig punt, per damunt dels quals, a ambdues cares del pont, en sobresurten un conjunt de mènsules amb motllura superior.